# IBSA對話論壇

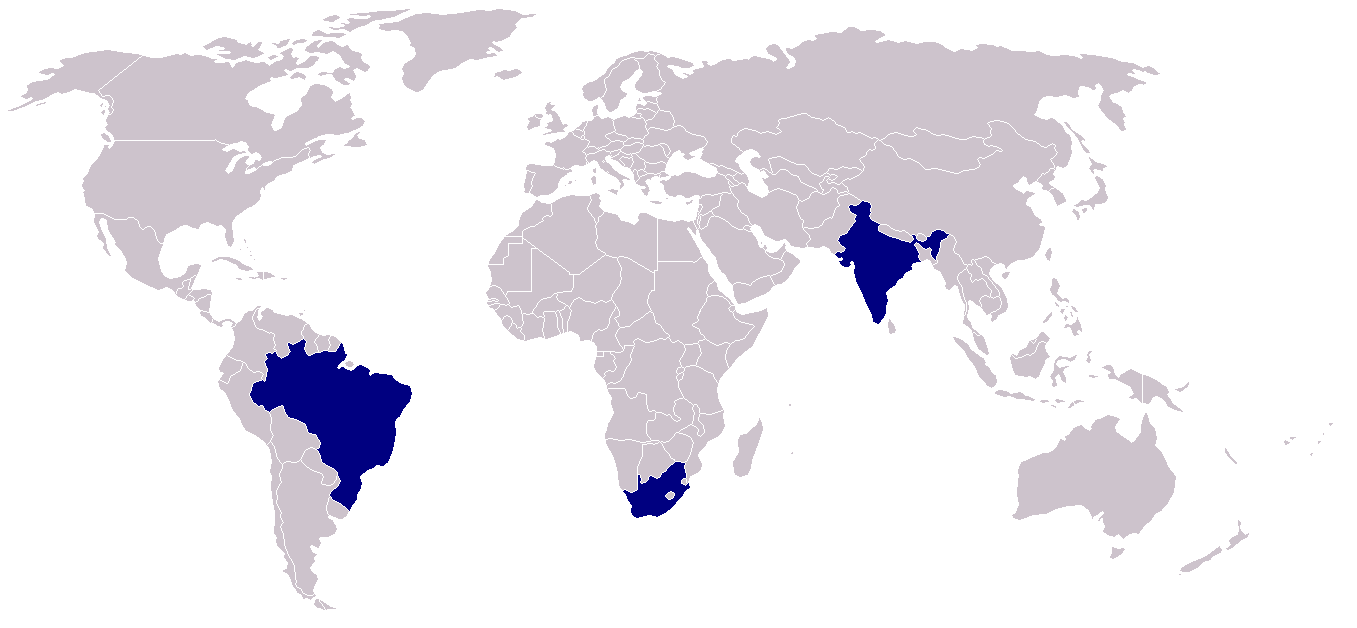
印度, 巴西 and 南非

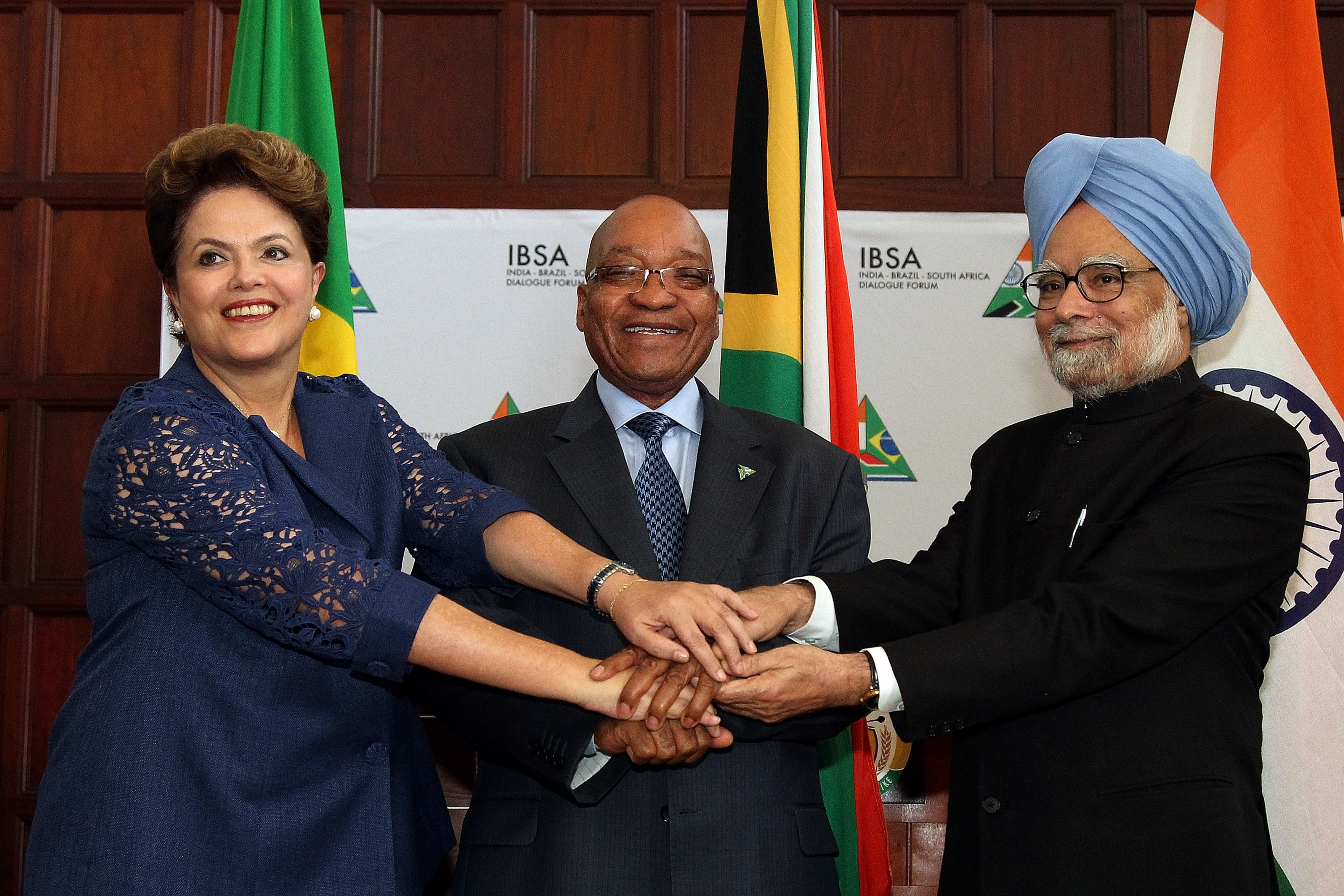
Pretoria (南非) - Dilma Rousseff, 巴西總統; Jacob Zuma, 南非總統 and Manmohan Singh, 印度總理 pose for photo.

IBSA對話論壇( IBSA Dialogue Forum ；India, Brazil, South Africa) 是一個國際三方組織，旨在促進這些國家之間的國際合作。它代表了促進南南合作和促進發展中世界三大洲（即非洲，亞洲和南美洲）之間的了解的三個重要支柱。該論壇為這三個國家提供了一個參與農業，貿易，文化和國防等領域合作討論的平台。IBSA對話論壇在印度，巴西和南非的外交政策中發揮著越來越重要的作用。